# Coupe Ganay
De Coupe Ganay is het nationaal amateur golfkampioenschap van Frankrijk.
Het toernooi bestaat uit twee rondes van 18 holes strokeplay gevolgd door matchplay. De trofee werd beschikbaar gesteld door graaf Jacques de Ganay (1891-1949), secretaris van de Fédération Française de Golf (FFG) die in 1901 werd opgericht. 

Het niveau van de spelers is erg hoog. Het toernooi telt sinds 2008 mee voor de wereldranglijst (WAGR). Zowel de winnaar van de strokeplay als van de matchplay krijgen punten voor de WAGR.
In 2012 deden 143 spelers mee, waarbij slechts 11 spelers een handicap boven scratch hadden. Antoine Schwartz (hcp. -4) won de strokeplay door Thomas Elissalde (hcp. -4,5) op de derde hole van de play-off te verslaan.
Laatste winnaars
| Jaar | Baan      | Strokeplay                | WAGR | Matchplay             |
| ---- | --------- | ------------------------- | ---- | --------------------- |
| 2008 |           | Stanislas Gautier (-5)    | 37   | Raphael Jacquelin     |
| 2009 |           | Alexander Levy (-1)       | 64   |                       |
| 2010 |           | Thomas Elissalde (-11)    |      | Antoine Schwartz      |
| 2011 |           | Olivier Ronzer            |      | Jérôme Lando-Casanova |
| 2012 | La Boulie | Antoine Schwartz po (-11) |      | Thomas Elissalde      |
| 2013 | La Boulie | Frédéric Lacroix (-9)     |      |                       |

NB: rode en blauwe namen zijn later professional geworden.